# Santos Degollado, Oaxaca
Santos Degollado är en ort i Mexiko.   Den ligger i kommunen San Juan Bautista Guelache och delstaten Oaxaca, i den sydöstra delen av landet, 300 km sydost om huvudstaden Mexico City. Santos Degollado ligger 1 702 meter över havet och antalet invånare är 619.
Terrängen runt Santos Degollado är varierad. Runt Santos Degollado är det mycket tätbefolkat, med 2 431 invånare per kvadratkilometer. Närmaste större samhälle är Oaxaca de Juárez, 18,7 km söder om Santos Degollado. Omgivningarna runt Santos Degollado är en mosaik av jordbruksmark och naturlig växtlighet.